# Præsident Fallières i København
Præsident Fallières i København er en dansk film fra 1908 med dokumentariske optagelser af den franske præsident Armand Fallieres' besøg i København.
Filmen er produceret af Nordisk Films Kompagni. 

## Handling
Den franske præsident Armand Fallières (1841-1931 og Frankrigs præsident 1906-1913), besøger i juli 1908 Danmark. Præsidenten og følge afhentes fra et stort krigsskib i havnen mandag den 20. juli kl. 15 og sejles ind til Toldboden, hvor den officielle modtagelse finder sted. Kong Frederik 8. og kronprins Christian og præsidenten kører bort i karet. Livgarden følger efter. Dagen efter besøger han Glyptoteket. Her tager Glyptotekets grundlægger, brygger Carl Jacobsen, imod præsidenten og viser ham rundt på museet. Herefter går turen til Københavns Rådhus. Filmen er spejlvendt, og optagelserne ligger i tilfældig rækkefølge.